# Edgar Willems
Pour l’article homonyme, voir Willems (homonymie).
Edgar Willems (né le 13 octobre 1890 à Lanaken, dans la province de Limbourg, en Belgique, et mort le 18 juin 1978 à Genève) est un artiste, un musicien autodidacte, et surtout, un pédagogue de la musique, célèbre pour être à l'origine d'une méthode d'éducation musicale.

## Quelques rencontres déterminantes
- Raymond Duncan, musicien auteur d'une méthode de gymnastique, passionné d'art, de culture grecque, et frère de la célèbre danseuse Isadora Duncan.
- Le pédagogue Émile Jaques-Dalcroze, l'un des pionniers en matière d'éducation musicale nouvelle.
- Le chef d'orchestre Ernest Ansermet, fondateur de l'Orchestre de la Suisse romande, et créateur de nombreuses œuvres de compositeurs contemporains, tels que Stravinsky, Hindemith, Bartok, Prokofieff, etc.
- Le chef de chœur César Geoffray, fondateur du mouvement À Cœur Joie.

## L'idéal éducatif d'Edgar Willems
Edgar Willems a amorcé un mouvement international d'éducation musicale reposant sur les caractéristiques suivantes.
- L'éducation musicale doit être un moyen de favoriser l'épanouissement de l'être humain. Tout enfant, doué ou non, doit pouvoir profiter de cet « élément culturel de premier ordre » qu'est la musique.
- Les débuts sont de toute première importance : « Une fois les débuts bien établis, le reste suit logiquement, selon les lois de la vie. » L'initiation musicale — à partir de trois ou quatre ans — repose sur la participation active des élèves, autour de chansons, d'exercices d'audition, de rythmes et de mouvements corporels, pendant deux ou trois années, avant d'entamer véritablement l'étude du solfège et de l'instrument.
- La pratique doit précéder la transmission des connaissances formelles et théoriques. Il convient donc de privilégier les sources de vie des éléments musicaux : rythme, mélodie, harmonie, improvisation, composition... Pour Willems, « La source de vie des éléments musicaux se trouve non dans la connaissance des enseignements scolaires, mais dans l'être humain », dans sa multiple nature, motrice, sensorielle, affective et mentale — c'est-à-dire l'être humain dans sa globalité, « en harmonie avec l'univers ».

## Publications
Sauf précision, les ouvrages d'Edgar Willems sont publiés aux éditions Pro Musica (Fribourg, Suisse).
- La préparation musicale des tout-petits, Éditions Maurice & Pierre Foetisch, Lausanne (Suisse), 1950.
- L'Oreille musicale, Tomes I et II, 1976/77.
- L'Oreille musicale. Tome 1 : La préparation auditive de l’enfant, 1985, 160 p.
- L'Oreille musicale. Tome 2 : La culture auditive, les intervalles et les accords, 204 p.
- Le rythme musical, 1984.
- La Valeur humaine de l’éducation musicale, préface de Jacques Chapuis (1926-2007), 2004, 190 p.
- Les Bases psychologiques de l’éducation musicale, préface de Jacques Chapuis, 1987, 149 p.
- Solfège, cours élémentaire, préface de Jacques Chapuis, 2013, Livre de l’élève (130 p.) et Livre du Maître (220 p.).
- Carnets d'éducation musicale :
  - Cahier n° 0 — Initiation musicale des enfants. Principes et plan de travail, 1978, 16 p.
  - Cahier n° 1 — Chansons de deux à cinq notes, 1996, 16 p.
  - Cahier n° 2 — Chansons d’intervalles, 1986, 20 p.
  - Cahier n° 2B — Chansons d’intervalles avec accompagnement de piano, 1994, 17 p.
  - Cahier n° 3 — Les exercices d’audition, 1983, 16 p.
  - Cahier n° 4 — Les exercices de rythme et de métrique, 1986, 16 p.
  - Cahier n° 4B — Les frappés et l’instinct rythmique, 1975, 16 p.
  - Cahier n° 4C — Le rythme musical et le mouvement naturel dans les cours d’éducation musicale, 1987, 16 p.
  - Cahier n° 5 — Introduction à l’écriture et à la lecture, 1986, 16 p.
  - Cahier n° 6 - Les débuts au piano.
  - Cahier n° 7 — Première littérature, 2009, 16 p.
  - Cahier n° 7B — Première littérature pour piano à quatre mains, 2004, 24 p.
  - Cahier n° 7C — Amusements au clavier, 1975, 16 p.
  - Cahier n° 8 — Douze pièces faciles, pour piano, 2003, 16 p.
  - Cahier n° 9 — Petites marches faciles, pour piano, 1983, 16 p.
  - Cahier n° 10 — Petites danses, sauts et marches, pour piano, 1983, 24 p.